# Mike Fischer

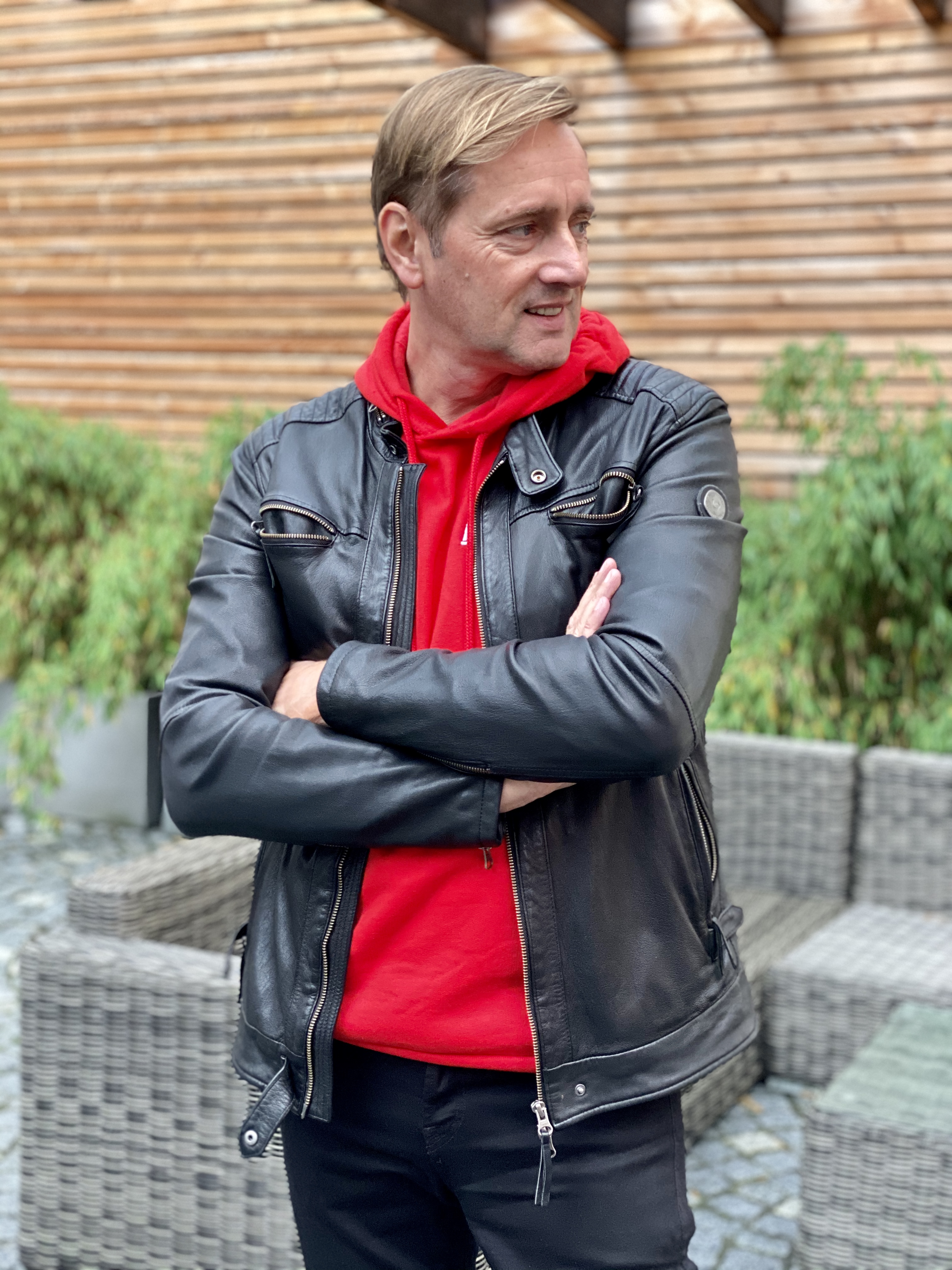
Mike Fischer (2019)

Mike Fischer (* 2. Juli 1963 in Neustadt an der Orla) ist ein deutscher Unternehmer, Autor und Redner. 

## Werdegang
Seit 1990 ist er selbständiger Fahrschulunternehmer. Er gründete die Fischer Academy GmbH und baute das FischerDorf, was Fahrschulinternat, Seminarzentrum, Restaurant & Ideenwerkstatt vereint. Er ist Mitbegründer des „Kompetenzzentrum Autonomes Fahren Mobilität 2030 in Ostthüringen“. Als Keynote Speaker tritt er bei Kongressen und Veranstaltungen zu den Themen Innovation und Führung in Unternehmen auf. Er ist Ideengeber und Mitinitiator der Aktion Held der Herzen. Er ist verheiratet und hat zwei Söhne.

## Publikationen
- Mike Fischer: Erfolg hat, wer Regeln bricht: Wie Leidenschaft zu Spitzenleistungen führt. Ein Ausnahmeunternehmer packt aus. Linde Verlag, Wien 2014, ISBN 978-3-7093-0550-8[2]
- Mike Fischer: Erfolg hat, wer Regeln bricht: Wie Leidenschaft zu Spitzenleistungen führt. Ein Ausnahmeunternehmer packt aus. Audio CD, ABOD Verlag, 2017, ISBN 978-3954715695[3]
- Mike Fischer: Erfolg hat, wer mit Liebe führt: Vom Egoismus zum Wir. Campus Verlag, Frankfurt 2019, ISBN 978-3-593-51101-6[4]
- Mike Fischer: Umdenkfabrik: Wie Sie den Goldschatz der Mitarbeiterideen bergen. Tredition Verlag, Hamburg 2020, ISBN 978-3-347-07627-3
- Mike Fischer und Nancy Bradtke: OMG ich mach' Fahrschule! Die unglaublichsten Storys. EMF Verlag, März 2021, ISBN 978-3-7459-0514-4

### Buchbeiträge
- Silvia Ziolkowski: Bau Dir Deine Zukunft. Ein Anstiftungs- und Umsetzungsbuch für ein großartiges Leben. Springer Gabler, Wiesbaden 2017, ISBN 978-3-658-12671-1.[5]
- Dominic Multerer: Marken müssen bewusst Regeln brechen, um anders zu sein. GABAL, Offenbach 2013, ISBN 978-3-86936-512-1[6]
- Cay Von Fournier: Corporate Excellence - Hidden Champions des Mittelstands. SchmidtColleg Verlag, Berlin 2015, ISBN 3-943879-03-8[7]
- Matthias Herzog, Stefan Süß: Kriesenfest - Mit dem richtigen Mindset zu mehr Resilienz. Learn4Life Edition, Februar 2024, ISBN 978-3-9894222-9-2

### Video
- 2020: Unternehmer Kompass - Videoseminar, Eigenproduktion von Mike Fischer in Zusammenarbeit mit Calvin Hollywood
- 2023: Dokumentarfilm "ALLES AUS LIEBE - Das FahrschulDorf, das anders fährt."

## Auszeichnungen
- 2012 Top 100 Innovativste Unternehmen[8]
- 2014 Unternehmer des Jahres Stadt Gera[9]
- 2014 Unternehmer des Jahres Land Thüringen[10]
- 2014 Auszeichnung 2. Platz Bester Arbeitgeber[11]
- 2018 Ehrenpreis der Stadt Gera[12]
- 2018 Top 100 Innovativste Unternehmen
- 2021 Top 100 Innovativste Unternehmen
- 2023 Finalist Großer Preis des Mittelstandes[13]